# Świętosław Franciszek Dunin
Świętosław Franciszek Dunin ze Skrzynna herbu Łabędź (zm. przed 10 lipca 1706) – stolnik sandomierski w latach 1700–1706, wojski sandomierski w latach 1693–1700, chorąży parnawski w latach 1691–1693, podstarości i sędzia grodzki radomski w 1691 roku, podstoli żytomierski w 1690 roku. Ojciec Jakuba Dunina.
Poseł sejmiku województwa sandomierskiego na sejm konwokacyjny 1696 roku. Po zerwanym sejmie konwokacyjnym 1696 roku przystąpił 28 września 1696 roku do konfederacji generalnej. Poseł na sejm 1701 roku i sejm z limity 1701-1702 roku z województwa sandomierskiego.